# I miei sogni in pellicola
I miei Sogni in Pellicola è un film documentario direct-to-video del 2019 scritto e diretto da Antonio Bido.

## Trama
In questo lungo documentario autobiografico il regista Antonio Bido ricostruisce tutta la sua carriera (sia con scene di fiction sia con interviste a molti colleghi registi e amici). Il racconto inizia quando da bambino gli fu regalata una piccola cinepresa super 8 e si innamorò del mezzo cinematografico fino ai giorni nostri.